# 機動戦士ガンダムSEED FREEDOM
機動戦士ガンダムSEED FREEDOM（きどうせんしガンダムシードフリーダム）は、2024年1月26日に公開された日本のアニメーション映画作品。
「ガンダムシリーズ」のなかでも『機動戦士ガンダムSEED』を初めとするコズミック・イラ (C.E.) 年代を舞台にした作品であり、『機動戦士ガンダムSEED DESTINY』の直接的な続編として制作されている。また、前日譚として『機動戦士ガンダムSEED FREEDOM ZERO』の制作が決定している。

## 沿革
「ガンダムSEEDシリーズ」の劇場アニメについては、2006年5月に『劇場版 機動戦士ガンダムSEED（仮題）』として一度発表がなされるも、その後の続報がないまま年数が経過し、2021年5月28日に放送20周年記念プロジェクト「GUNDAM SEED PROJECT ignited」で制作が再告知された。『SEED』の公式Webサイトでは「既に発表していた」とのみ記載されており、「休止」とも「再始動」ともされてはいないが、この項目では便宜上、動向の状況を端的に表現するため、これらの語句を使用している。
「"X" plosion GUNDAM SEED」時の動向
『DESTINY』の本放送終了後となる2006年3月10日に、サンライズは「“X”plosion GUNDAM SEED」（エクスプローションガンダムシード）と題した連動企画を発表。同名のホームページでは、『DESTINY』を再構築したスペシャルエディション（総集編）のほか、新規映像作品『機動戦士ガンダムSEED C.E.73 STARGAZER』、アニメミュージッククリップ『Director's Concept GUNDAM SEED&SEED DESTINY AMC Perfect Collection』、PV『PHASE-IMPULSE』、外伝作品『機動戦士ガンダムSEED ASTRAYシリーズ』の各種情報などが掲載された。
劇場作品の情報は2006年5月7日の「ソニーミュージックアニメフェスティバル'06」にて発表され、「“X”plosion GUNDAM SEED」やサンライズ公式サイト、同時期のアニメ雑誌『月刊アニメージュ』『月刊ニュータイプ』でも表紙記事として取り上げられた。
この時点より、監督はテレビシリーズと同じく福田己津央、配給元は松竹と決定しており、2007年に公開が予定されていた。テレビシリーズにてメインメカニックデザイナーだった大河原邦男は、当時の書籍インタビューにおいて「SEED劇場版の仕事も進行中」と述べており、メカニックデザインについてはある程度まで進んでいたことが判明しており、2011年2月10日には大河原が自身のTwitterアカウントにて、劇場版用のメカニックデザインは80パーセント完成していたことを明かしている。
事実上の制作休止を経て水面下での制作再開
劇場版の発表後、一部のアニメ雑誌では若干の情報が掲載されていたものの、当初の公開年を過ぎても続報が皆無の状態が続いた。
この当時、両澤は『月刊アニメージュ』2008年4月号でのインタビューで「プロットはだいぶ前にできている。自分が（SEEDの製作終了後の時期に病気の手術をしたこともあって、その）療養中で企画は遅れているが、企画がなくなったりはしていない。病状が回復次第取り組みたい」と語っていた。また、福田は同年の『SEED Club mobile』のコラム上で、「当初はキラ、ラクスを中心とし、『愛情』をテーマにすることを予定していたが、時勢に合わないことを理由にプロット変更をした」という旨を語っており、「『SEED』と『SEED DESTINY』のストーリー、テーマ、絵作り、それらを白紙にして考えている状況」とも語っている。
2009年6月、福田は『SEED Club mobile』のコラム上で「映画の制作に合わせてスピンオフ企画を考えている」としていたものの、『アニメディア』2009年7月号の記事で、劇場版について「発表は未定だが制作中」と述べるに留まっている。これまで福田は『SEED Club mobile』のコラムなどで劇場版を制作していることを明言していたが、再始動前にスタッフが劇場版について公式にコメントしたのは、これが最後となった。
2016年2月19日、両澤が死去して同月22日にその旨が公表された。
2019年後半、水面下で劇場版の制作が再開される。後藤リウがSNS経由で福田から脚本への参加を依頼され、両澤の遺したプロットを見て映像化を強く望み、ノベライズも担当することとなった。
「GUNDAM SEED PROJECT ignited」以降の動向
2021年5月28日、バンダイナムコグループは上海に建造された実物大フリーダムガンダム立像のオープニングセレモニーで、2022年に『SEED』が放送開始20周年を迎えることを記念し、新プロジェクト『GUNDAM SEED PROJECT ignited』を始動させると宣言したほか、このプロジェクトの中核として「テレビシリーズの続編」となる劇場版映画を、福田己津央監督のもとで鋭意制作中であると発表した。実物大フリーダムガンダム立像の建造・常設公開についても、本プロジェクトに組み込まれた。
オープニングセレモニーで公開された映像で福田がコメントしたところによると『SEED DESTINY』の続きの話にするつもりであり、既存のキャラクターも「軒並み登場する」としている。福田監督は、「両澤が脚本を担当した『DESTINY HD REMASTER BD-BOX』の初回特典ドラマCDは映画につながるエピソードだ」と話した。
本プロジェクトでは、新作ゲームの開発や公式外伝漫画『機動戦士ガンダムSEED ECLIPSE』の連載なども展開される。
2023年7月2日、テレビアニメ『機動戦士ガンダム 水星の魔女 Season2』最終話の放送直後、『機動戦士ガンダムSEED FREEDOM』と題して2024年1月26日に劇場公開される旨が発表され、第1弾PVが公開された。
8月8日、キャスト情報、第2弾PV、キャラクター設定画が公開された。テレビ版のスタッフやキャストは大半が続投するが、例外的に、カガリ・ユラ・アスハ役の声優については8月7日に稼働を開始したパチンコ『Pフィーバー機動戦士ガンダムSEED』まで担当していた進藤尚美から森なな子へと変更され、制作側が「弊社および関係各位で話し合いを重ねた結果」との旨を発表した。
12月13日、本予告が解禁された。
全国公開以後
2024年1月26日、全国6大都市にて行われた最速上映を皮切りに、全国353館（内休館1館）の劇場で公開された。
5月18日、『フィナーレ舞台挨拶』および『キラ&カガリ生誕記念舞台挨拶』を開催。舞台挨拶では劇中登場のMSや艦艇が一挙に登場するスペシャルムービーが上映された。
全国公開終了以後
5月23日、一部映画館を除く全国規模での上映を終了した。
5月24日、NetflixとPrime Videoにて、6月8日より見放題最速配信開始が告知された。
6月8日、NetflixとPrime Videoにて見放題配信開始。午前0時に配信がスタートすると、Xでは関連ワードがトレンド入りした。同日、本作のBlu-ray・4K UHD-BD・DVD化が告知された。
8月26日、9月20日より500カット以上の本編映像をアップデートした期間限定の特別版として再び劇場上映されることが発表された。上映期間は2回に分けられ、第1弾は9月20日から10月3日まで、第2弾は11月1日から11月14日までとなる。第1弾と第2弾でそれぞれ異なるエピローグカットが追加される。11月11日には、好評を受け第2弾の上映期間延長が発表された。
11月1日、特別版上映第2弾記念舞台挨拶を開催。舞台挨拶において本作の前日譚となる『機動戦士ガンダムSEED FREEDOM ZERO』の制作決定が発表された。また、特別版上映第2弾の映画本編ラストにて特報映像が解禁された。
12月25日、Blu-ray・4K UHD-BD・DVD版を発売。

## 興行成績
2024年1月26日の公開開始におけるオープニング成績は、動員63万人、興行収入10.6億円。5月22日までの観客動員数は288万人、興行収入は48,2億円をそれぞれ突破した。これは、一連の「ガンダムシリーズ」の劇場版としては、1982年3月13日公開の「機動戦士ガンダムIII めぐりあい宇宙編」が記録した約23億円を42年ぶりに大幅に上回る歴代最高興行収入記録となる。さらに、9月から公開された特別版第一弾の数字を合計すると、動員300万人、興収50億円を突破している。

## あらすじ
先の大戦の末期、遺伝子による新たな社会システム構想「デスティニープラン」を掲げ、世界各国への導入・実行を迫ったプラント最高評議会議長ギルバート・デュランダルの野望が阻止されてからおよそ1年を経たC.E.75年。地球連合の加盟国からの独立を目指す小国たちの紛争や、連合内に浸透するコーディネイター排斥団体「ブルーコスモス」によるテロ活動など、地球ではいまだに争いの火種が各地でくすぶっていた。この事態を鎮静化するべく、中立国のオーブ連合首長国と地球連合の主要国である大西洋連邦、そしてデュランダル亡き後のプラントは共同で世界平和監視機構コンパスを創設。その初代総裁に就任したラクス・クラインをはじめ、ライジングフリーダムガンダムを駆るキラ・ヤマトと元地球連合軍所属のアークエンジェルクルー、かつてキラと敵対していたザフト兵であるイモータルジャスティスガンダムのパイロットシン・アスカ、ゲルググメナースを駆るルナマリア・ホーク、ギャンシュトロームを駆るアグネス・ギーベンラート、その他各国の兵士たちがメンバーに集い、供給された最新兵器の力をもって各地の紛争に介入していた。
そんな状況下で、ザフトの支援によって地球連合加盟国のユーラシア連邦から独立した新興王政国家ファウンデーション王国が、ユーラシア側との国境を出入りしていると思しきブルーコスモス残党軍打倒のための共同作戦を提案してくる。女王アウラ・マハ・ハイバルや宰相オルフェ・ラム・タオの歓迎を受けたあと、近衛師団長シュラ・サーペンタイン率いる親衛隊ブラックナイトスコード（ブラックナイツ）との共闘に臨むキラたちだったが、作戦中にブラックナイツからの精神侵食を受けたキラは、眼前にいないはずの敵指導者の幻影を追跡するあまり、ユーラシアとの事前協約を破ってユーラシア領に侵入。これに対応したユーラシア軍の迎撃によって戦火は拡大し、さらに混乱に乗じてユーラシア軍基地に侵入したブラックナイツが発射した基地内の戦術核ミサイルでファウンデーション領内は甚大な被害を受ける。キラを止めようと向かったシンのイモータルジャスティスとムウ・ラ・フラガのムラサメ改、同じくマリュー・ラミアスたちが乗る母艦アークエンジェルまでもがブラックナイツの集中攻撃で破壊される。
「コンパス」を貶めたアウラの真の目的は、自身が作り出したオルフェたちコーディネイターを超える新人類アコードを支配層とするデスティニープランの再開。プランの中核であるオルフェの伴侶とするべくラクスを脱出という名目で連れ去り、国を追われた被害者を装って宇宙に脱出したアウラたちは、月面の元地球連合軍基地ダイダロスを占拠。そこで極秘裏に修復されていた軌道間全方位戦略砲「レクイエム」を使用し、「ファウンデーションに核兵器を撃ち込み国土を焼いた」という冤罪を被せてユーラシア連邦首都モスクワを攻撃すると、各国に対してデスティニープランの導入・実行を迫り、応じなければレクイエムによって軍民問わない無差別攻撃を行うと脅迫する。さらに、ファウンデーションに同調して密約を結んでいた評議会急進派のハリ・ジャガンナート国防委員長が率いるザフト反乱軍が、プラント本国でクーデターを引き起こしていた。
機体・艦を失いながらも、ターミナルに出向し別行動を取っていたアスラン・ザラが駆るズゴックに救助され命からがらオーブに潜伏していたキラたちは、アスランからアウラたちの素性と真の目的を聞かされると、オーブに逃げ延びたもう1隻の「コンパス」母艦ミレニアムに前大戦時のキラたちの乗機を改修したストライクフリーダムガンダム弐式、デスティニーガンダムSpec II、インパルスガンダムSpec II、ズゴックの内部に秘匿されたインフィニットジャスティスガンダム弐式を載せ、ファウンデーションとの決戦に臨む。その動きを読んでいたアウラたちによるオーブへのレクイエム攻撃が迫るなか、キラはミレニアムからファウンデーション側に国際救難チャンネルによる通信を繋ぎ、自身の生存、そしてファウンデーションによる偽装工作の証拠を握っていると伝える。この挑発に憤慨したアウラは、レクイエムの照準をオーブ首都オロファトからミレニアムに変更するが、ミレニアムはこの砲撃を間一髪回避して宇宙に進出する。
ファウンデーション軍に占拠された連合軍の宇宙要塞アルテミスに捕らわれているラクス救出に際し、アスランが代行操縦するストライクフリーダム弐式が敵を陽動するタイミングに合わせて、亡きアスランの同僚であるニコル・アマルフィが行ったミラージュコロイドによるステルス機能を使ったアルテミスへの接近・潜入戦術を使い要塞に進入するズゴック。敵の迎撃をかいくぐりラクスを救出したキラは、お互いに言えなかった心からの愛を打ち明け喜び合う。
それぞれ、かつての愛機に乗り換えたキラ、アスラン、シン、ルナマリアは、それぞれオルフェと秘書官のイングリット・トラドールが搭乗するブラックナイトスコード カルラ、シュラが搭乗するブラックナイトスコード シヴァ、ほかのブラックナイツ隊員が搭乗するブラックナイトスコード ルドラ4機、「コンパス」を裏切ったアグネスが搭乗するギャンと激突。それぞれの信念や作戦で仲間たちが勝利をつかむなか、キラのストライクフリーダム弐式とラクスが乗る支援機プラウドディフェンダーが合体したマイティーストライクフリーダムガンダムがカルラを打ち破り、ミレニアムの攻撃で座乗艦もろとも最期を迎えつつあったアウラがオーブに向け再度発射しようとしたレクイエムも、ムウのアカツキから追加武装のゼウスシルエットを託されたシンのデスティニーSpec IIによる狙撃によって発射直前に破壊される。また、プラント強硬派によるクーデターも、その動きを察知したイザーク・ジュールとディアッカ・エルスマンらの働きでラメント最高評議会議長が救出されてともに脱出されてしまい、その後にアンドリュー・バルトフェルドたちクライン派部隊によって本国のクーデター派部隊は鎮圧。クーデター派艦隊を指揮していたジャガンナートはなおも徹底抗戦の姿勢を崩さなかったものの、イザークの駆るデュエルブリッツガンダムとディアッカが駆るライトニングバスターガンダムによって討たれたことで鎮圧された。
戦闘後はそのまま宙域を離脱してオーブ連合首長国の孤島の海岸に降り立ち、鎮座したマイティーストライクフリーダムガンダムの傍らで二人きりとなって口づけを交わすキラとラクスの姿、そしてラクスの言葉で締めくくられつつ、物語は幕を閉じる。

## 作中設定・用語
『SEED DESTINY』以前の設定・用語は各作品や関連項目を参照。
世界平和監視機構コンパス (Compulsory Observational Making Peace Service)
プラント、オーブ連合首長国、大西洋連邦の三国が共同で創設した国際組織。本拠地はプラントの首都アプリリウス市。三国以外にも中立国のスカンジナビア王国がオブザーバーとして参加している。総裁にラクス・クラインを招聘し、キラ・ヤマトをはじめとする旧三隻同盟（クライン派）メンバーや各国の軍人などが所属し、三国から供出された独自の戦力を保有している。ブルーコスモスゲリラによる被害に悩む他国の依頼を受けて、各地の紛争に介入する。

ファウンデーション王国
ザフトの支援のもとでユーラシア連邦から独立した新興の王政国家。首都はイシュタリア。もとはハイバル王家が治めるユーラシア南部の小国で、キプチャク・ハン国の時代に遡るほどの歴史をもつとされる。独立戦争では国際社会の予想に反してユーラシア側の撃退に成功し、これに勇気づけられたユーラシア連邦に不満を持つ各勢力も離反・独立に動きだした。ファウンデーションほど鮮やかな独立を果たした国はまだないが、対応に追われるユーラシア連邦は国力を大きく消耗しており、この一連の動きは「ファウンデーション・ショック」と呼ばれ、世情をさらに混乱させている。ただし、独立後も世界的な承認は受けておらず、ユーラシアとは休戦状態にある。内政面では、元メンデルの遺伝子研究者である女王アウラの方針でデスティニープランによる能力重視政策を導入し、宰相オルフェの手腕もあって大幅な発展を見せている。一方、市街の一角には発展の恩恵を受けられない貧民街が形成され、プラン反対を唱えるデモ運動も起きている。軍事力自体はそれほど強力というわけではなく、旧式のザフト製MSといった中古兵器を使い回しているが、一方でブラックナイツ用などに独自の高性能MSの製造も行っている。
ブラックナイトスコード (Black Knight Squad)
女王アウラを守護する7名の近衛師団であり、彼ら自身が設計した専用MSの名称でもある。なお当記事では、部隊名としてのブラックナイトスコードを劇中の呼称である「ブラックナイツ」として区別する。メンバー全員が通常のコーディネイターを凌駕する新人類「アコード」の出身で、高い戦闘力と知能、ファウンデーションの正規軍を従えるほどの権限をもつ。一方で、メンバーごとの強い残虐性といった人間性の問題などから部隊としての規律には欠けており、初対面したムウから「まともな軍隊には見えない」と評されるなど、「コンパス」隊員たちからも懐疑的な意見は多い。
アコード
アウラがデスティニープランにおける支配階層となる「コーディネイターを超える種」を志向して生み出した、新種のコーディネイター。生前のギルバート・デュランダルやラクスの母親も共同研究者として名を連ねていた。宰相のオルフェたちブラックナイツ団員のほか、ラクス自身もアコードとして出生した事実が明かされる。
高い知能と身体能力に加えて、テレパシーによる通話能力をもち、他者の思考を読みつつ、その人間がもつ心の「闇」を突いて洗脳することもできる。ラクスは思念を通じて自身の感覚をキラと同調させ、遮蔽物に隠れる敵のジグラートの位置を伝える。一方、思念が同調した人間同士ではひとりが抱いた感情がそのまま反映される特徴があり、劇中では、リデラードが死亡する直前の「死」の恐怖を体感した仲間のブラックナイツ団員たちが錯乱状態に陥る場面がある。

フェムテク装甲（Femto Technology Armor 、FT装甲）
ブラックナイツのMSに採用された特殊装甲。フェムトメートルの領域を制御することで敵のビーム攻撃を無効化する。フェイズシフト装甲（PS装甲）の次世代型に相当する新技術が使用されているが、こちらは電力を消費せずに半永久的な防御力を維持することが可能となっている。地球上におけるエルドア地区の戦いでは、ビーム兵器が主体の「コンパス」側MSたちを苦しめるが、戦場が宇宙に移ると、装甲でも無効化しきれないレールガンなどの実弾武装、ビームサーベルなどの格闘武装、至近距離またはより高出力なビームによる射撃といった対策を施されて優位を失う。

フリーダム強奪事件
本作中の半年前に、アークエンジェルに引き渡されたストライクフリーダムがテロリストに強奪され、地上の施設を襲ったとされる事件。現場に急行したファウンデーションのMS部隊によって、ストライクフリーダムは撃墜・鎮圧された。これによりオーブやコンパス側も彼らに対し貸しが出来たとされる。

## 登場人物

### 主要人物
キラ・ヤマト
声 - 保志総一朗
主人公。スーパーコーディネイターと称されるMSパイロットで、『DESTINY』以前ではフリーダム系列のMSを駆って多くの戦果を挙げており、三隻同盟の一員として二度の戦争を終結に導いてきた。
「コンパス」入隊後は母艦「ミレニアム」のMS部隊「ヤマト隊」を率いて前線に立つが、一向になくならない戦いを目の当たりにするうちに、ふと思いだしたデュランダルの言葉が重なり、疲弊と苦悩を重ねていく。さらにラクスを手中にせんと彼女に近寄るオルフェの存在に心を乱され、ファウンデーション軍に敗北後は「自身はラクスにふさわしくない」と思いつめるが、アスランの拳と叱咤を受けて立ち直り、彼女の奪還とともにファウンデーションとの最後の戦いに向かう。
ラクス・クライン
声 - 田中理恵
ヒロイン。元プラント最高評議会議長シーゲル・クラインの娘にしてプラントのアイドルだったが、『DESTINY』以前では戦争を止めるべく三隻同盟を率いて地球連合とザフトの戦乱に介入し、本作では「コンパス」総裁の座に就いている。
本作では、自身がブラックナイツと同じくアコードとして生まれた事実を知らされる。
アスラン・ザラ
声 - 石田彰
キラの幼なじみの親友で元ザフト軍人。キラに匹敵する一流のMSパイロットで、『DESTINY』以前ではジャスティス系列のMSを駆って共闘した。本作では所属先のオーブ軍から「ターミナル」へと出向し、キラたちとは別行動を取っている。
「コンパス」本隊の裏でアウラたちファウンデーション中枢を調べていたほか、ブラックナイツに謀られ追い詰められたキラたちを救出し、ラクスを拐われ意気消沈していたキラに拳を交えた説得で立ち直らせる。
シン・アスカ
声 - 鈴村健一
『DESTINY』の主人公で、ザフトから「コンパス」へ出向しているMSパイロット。『DESTINY』劇中のメサイア攻防戦でアスランに敗北したあと、かつてキラと邂逅したオーブの慰霊碑の前で再びキラと会い、和解している。本作では、単身戦うキラの姿勢に疑問を感じ、信頼されていないのではないかと悩む場面もある。
作中前半でブラックナイツの策略と攻撃により乗機のイモータルジャスティスを失うが、ヒルダのギャンシュトロームに救助され脱出。決戦時はかつての愛機を改修したデスティニーSpec IIに搭乗する。
カガリ・ユラ・アスハ
声 - 森なな子
オーブ連合首長国代表首長で、キラと血縁のある双子。「コンパス」創設の主導者でもある。アスランとは恋仲になっている。
ルナマリア・ホーク
声 - 坂本真綾
『DESTINY』でシンと同じザフト軍艦ミネルバに所属していた女性MSパイロット。前作の出来事からシンと交際している。キラの戦う姿勢に疑問を感じているシンに対しては、「ジャスティスを任されているのだから、信頼されていないわけがない」と諭している。
当初は新型機ゲルググメナースに搭乗。決戦時は修復されたインパルスSpec IIに乗り換える。

### コンパス所属
アグネス・ギーベンラート
声 - 桑島法子
シンやルナマリアと同期のザフト軍人で、「月光のワルキューレ」と称されるエース級パイロット。階級は中尉。シンたちと同じヤマト隊員として、専用色のギャンシュトロームに搭乗する。親がプラント政府高官という名家の出身で、ザフト士官学校を成績優秀で卒業するほどの能力と、男を魅了する美貌を併せ持つ。一方で、優秀さを鼻にかけた極度の自信家でもあり、「自分は誰からも愛される」「特別待遇を受けて当然」と思い込んでいる。自身にふさわしい相手を求めて多くの男性と交際してきたが、あくまで「自分を着飾る装飾品」としか意識しておらず、より上物の男性が現れると、それまでの相手を簡単に捨てて乗り換える行為を繰り返している。さらに他人の交際相手にもためらいなく手を出しており、一応は友人関係にあるルナマリアも、当時の交際相手を奪われる被害を受けている。士官学校時代は劣等生だったシンを見下しており、彼が新型のイモータルジャスティスを与えられていることに不満を抱いている。またルナマリアがシンと交際していることについては、「適当なところで妥協」しているという辛辣な評価を下す。
自身が見初めた男であるキラを篭絡しようとするが拒絶され、今度は自身を美しいと評価してくれたブラックナイツのシュラを頼ってファウンデーション側に寝返る。オルドア地区の戦いでも、ブラックナイツの攻撃で満身創痍のライジングフリーダムに追い打ちをしかけ、キラが敗北する一因を作る。最終決戦では、引き続きファウンデーション側としてルナマリアと一騎打ちを行うが敗北。愛機も帰る場所も失い、泣きながら膝を抱いていたところをルナマリアに救助される。
映画の1週目入場者特典Bである小説『機動戦士ガンダム SEED FREEDOM 月光のワルキューレ』では、士官学校やザフト時代の過去が描かれ、「月光のワルキューレ」の名は月戦線に配属されていた当時にちなんで広報誌のコピーライターが付けたものであるとされている。当時から承認欲求と上昇志向が強く、軍内で将官レベルまで出世したのち、政治家か財界人などの上流階級になる展望を描いていた。シンがオーブの避難民だという事情を知っても、同情することなく辛辣な姿勢を貫き、フェイス昇進後のシンと交際を始めたルナマリアに対しても、自身を差し置いた裏切り行為だとして憤慨していた。デスティニープランを掲げたデュランダルに対しては一応同調していたが、彼の死後にそれまでの行動が批判されると、一転して「ざまあみろ」と手を翻し、デュランダルから評価されたミネルバの功績もシンの叙勲も「すべては間違いだった」と結論づけていた。
ムウ・ラ・フラガ
声 - 子安武人
「エンデュミオンの鷹」の異名をもつ元地球連合軍のエースパイロット。キラのアークエンジェル所属時代からの兄貴分であり、同僚であるマリューとは私的な交際関係にある。
当初はムラサメの改修型であるムラサメ改に搭乗し、最終決戦では『DESTINY』終盤で使用したアカツキに再度搭乗する。
マリュー・ラミアス
声 - 三石琴乃
元地球連合軍人で、機動特装艦アークエンジェルの艦長。
ブラックナイツの策略でアークエンジェルを撃沈され自身も負傷するが、同じくブラックナイツによって損傷したムラサメ改で救助に来たムウと一緒に脱出する。その後、決戦直前にコノエに艦長職を譲られ、ミレニアム艦長に就任する。
アーノルド・ノイマン、ダリダ・ローラハ・チャンドラII世
声 - 千葉一伸（ノイマン）、鳥海勝美（チャンドラ）
アークエンジェルの操舵士および通信士。
ヒメコ・ユリー、ユウ・キリシマ
声 - 白石晴香（ユリー）、大野智敬（キリシマ）
本作から登場するアークエンジェルのブリッジ要員たち。
アレクセイ・コノエ
声 - 大塚芳忠
新造戦艦ミレニアムの艦長を務める大佐で、教師から転身した志願入隊者。軍人らしくない温厚かつのんびりした佇まいながらも、高い洞察力、指示能力、人心掌握術をもつ有能な指揮官。前大戦では目立った戦果こそなかったものの、合理性とリスク管理にもとづいた効率的な艦の運用法は生還率が高く、兵士からは「生きて帰れる」として人気が高い。最終決戦前には、ミレニアムを強奪して宇宙に出ようとするマリューたちの思惑を読んでクルーたちと待機しており、マリューに艦長職を譲ると同時に副長に退く。
アルバート・ハインライン
声 - 福山潤
ミレニアムの艦内システム運用・管理から、兵器開発といった技術業務全般を担当する技術大尉。左目に着けた赤いアイウェアがトレードマーク。かつてはフリーダムとジャスティスの開発に関与していた天才的技術者で、キラが設計したプラウドディフェンダーの開発主導者でもある。優秀ゆえに完璧主義な面があり、部下に任せられずに作業を一手に引き受けたり、ときに厳しい叱責を浴びせたりするなど、管理職としての適性には欠ける。普段からも早口かつ人当たりが悪いが、キラ、ラクス、コノエの3人に対しては敬意を向けている。
不具合の頻発で難航するプラウドディフェンダーの調整に不満をこぼしつつも、戦闘では自作の兵器やシステムを操ってミレニアムの危機をしのぎ、決戦時のストライクフリーダム弐式とプラウドディフェンダーとの合体においても、操縦が不慣れなラクスを完璧に補助するために合体の微調整を担当する。
ヒルダ・ハーケン、マーズ・シメオン、ヘルベルト・フォン・ラインハルト
声 - 根谷美智子（ヒルダ）、諏訪部順一（マーズ）、楠大典（ヘルベルト）
『DESTINY』でドムトルーパーを駆った元ザフトパイロットたちで、本作ではアークエンジェル所属の精鋭MS部隊「ハーケン隊」を結成している。
トリィ、ブルー
「トリィ」は幼少時のアスランがキラに贈った手製の鳥型ペットロボット。本作ではその対となる青い同型機として、キラがラクスのために製作した「ブルー」も登場する。量子通信により互いの位置を把握可能でラクス救出の大きな手がかりとなる。
アーサー・トライン、アビー・ウィンザー
声 - 高橋広樹（アーサー）、戸松遥（アビー）
『DESTINY』ではミネルバの副長とMS管制官を務めていたザフト軍人で、本作でも同じ職務でミレニアムに乗艦。
オリビア・ラスカル、ジェミー・トンプソン、ジム・ライアー、ドロシー・ブリストル、ヒカル・ハヤテ、マーカス・マクダネル
声 - 髙橋ミナミ（オリビア）、漆山ゆうき（ジェミー）、山下誠一郎（マーカス）。
コノエに対して絶大な信頼と忠誠を寄せている、ミレニアムの若きエリートクルーたち。
リオ・マオ
声 - 鎌倉有那
「コンパス」におけるラクスの女性秘書官。

### オーブ連合首長国所属
メイリン・ホーク
声 - 折笠富美子
ルナマリアの妹で、ザフト時代はミネルバのオペレーターを務めていた。本作ではアスランと同じくターミナルに出向し、優れた情報処理技術を駆使してキラたちをサポートする。
トーヤ・マシマ
声 - 佐倉綾音
オーブ首長家の一員で、カガリの秘書を務める少年。14歳という年少ながら利発さをカガリに買われ、次代のオーブ首長としての実践教育を受けている。
エリカ・シモンズ
声 - 柳沢三千代
モルゲンレーテ社の技術者。前大戦後に回収していたデスティニー、インパルスらをカガリから密かに受け取り、新型融合炉と新装備の評価実験用に修復・改良していた。

### プラント / ザフト所属
イザーク・ジュール、ディアッカ・エルスマン
声 - 関智一（イザーク）、笹沼晃（ディアッカ）
ザフト時代のアスランの同期にして元同僚。本作では、それぞれ中佐（プラント参謀本部情報将校）と大尉の地位にある。ジャガンナート派のクーデターに際し、かつての愛機を改修したデュエルブリッツとライトニングバスターに搭乗する。
ワルター・ド・ラメント
声 - 藤真秀 
デュランダルの後任のプラント最高評議会議長。51歳。穏健な中立派。
イザークたちの護衛を受けてジャガンナート派のクーデターを逃れたのち、アンドリュー・バルトフェルドたちクライン派部隊によるクーデター部隊制圧を受けて議会に復帰。ジャガンナートたちに戦闘停止と降伏勧告を行う。
ハリ・ジャガンナート
声 - 江頭宏哉
本作でのプラント国防委員長を務めるザフト中佐で、旧ザラ派の思想を継承する急進派。39歳。「コーディネイターこそが優良種」という固定観念に縛られており、ブルーコスモスへの積極的攻勢を押しとどめるラメントを「腑抜け」と批判している。人類の未来に資することと信じて部隊ごとファウンデーション軍と合流し、反逆罪を指摘しながら説得しようとするイザークたちに攻勢を続けるが、デュエルブリッツとライトニングバスターの攻撃で座乗艦のブルクハルトを沈められ死亡する。

### ファウンデーション王国所属
アウラ・マハ・ハイバル
声 - 田村ゆかり
ファウンデーションを統治する女王。10歳程度の幼い容姿に似合わない聡明な人物。公式記録上は、「C.E.72年に先帝の養女として、ハイバル家の遠縁であるカイドゥ家から迎えられた」とされるが、メイリンの調査によると、この記録に該当する女児はいないとされる。
その正体は、本作の19年前にコロニー「メンデル」で勤務していた遺伝子研究者で、キラとカガリの実父であるユーレン・ヒビキの同僚にしてライバルだった。当時は普通の成人女性の姿をしており、C.E.75年時点での実年齢は50歳に達しているが、研究資金集めに自作したアンチエイジング薬を誤って浴びたことで外見が幼児化している。なお一部の経歴詐称はあるものの、カイドゥ家の遠縁というのは事実であり、先代のファウンデーション王も研究員時代の支援者であった。優秀な研究者にして後輩だったデュランダルの遺伝子を研究する過程で、彼の提唱するデスティニープラン構想に同調し、プランの管理を担うアコードであるブラックナイツを生み出した。ヒビキからは「遺伝子を操るだけじゃ満足できず、他人すべてを操ろうなんて傲岸」と批判されるが、逆にアコードに類似したスーパーコーディネイター計画を進めるヒビキの研究を「自分の利益と業績に没頭し世界のことなど顧みようとしない」と反論し真っ向から対立していた。
最終決戦では、ミレニアムによる突貫からの一斉砲撃によって座乗艦のグルヴェイグごと沈められ、発射十数秒前となったレクイエムのモニター映像を見てほくそ笑みながら死亡する。
オルフェ・ラム・タオ
声 - 下野紘
ファウンデーション宰相で、ブラックナイツの統括者。20歳。自身らアコードの創造主であるアウラを母上と呼び慕い、強い忠誠心を向けている。生前のデュランダルも認めるほどの高い統率力と決断力、豊富な知性と教養を持ち合わせ、ファウンデーションの独立と発展を成し遂げた賢臣である。一方で、その精神の内部には未熟でアンバランスな面も垣間見せる。デスティニープランで決められたアコードの頂点として人類を導くことに強い自負と誇りをもち、そんな自身の伴侶に選ばれたラクスを手中にしようと執着している。一方で、アウラが嫌うスーパーコーディネイターのキラを「アコードになり損ねた失敗作」として邪魔者あつかいし、「戦いだけではラクスの望む世界を作れない」という現実を突きつけて二人の破局を狙う。デスティニープランを推進する理由は、「富の公平な分配」と「争いのない平和な世界」を実現できるという確信を根拠としたものであるが、「個人の希望と選択の自由を奪う」というプランの欠点からは目を背けており、自分の意思でキラを愛するというラクスの心を無視した偏った思想でもあった。
エルドアの争乱に乗じて地球を脱出し、アルテミス要塞に幽閉したラクスに、運命に従って自身を受け入れるよう迫るが、キラを信じる彼女の精神力に阻まれ失敗。幽閉していたラクス本人までもキラに奪還されると、その屈辱と怒りをぶつけるべく専用機のブラックナイトスコード　カルラで出撃する。シュラとの連携でキラのストライクフリーダム弐式を追い詰めるが、アスラン搭乗のインフィニットジャスティスの妨害を受け、その隙にラクス搭乗のプラウドディフェンダーと合体したマイティーストライクフリーダムの逆襲の前に敗北する。対艦刀フツノミタマの一撃で爆発直前のコックピット内で、自身の使命に必要なラクスの愛をなおも求め続けるが、それを拒絶したラクスから「人は必要から生まれるのではなく、愛から生まれる」と諭され、自身を本当に愛してくれている後席のイングリットに抱き締められながら死亡する。
シュラ・サーペンタイン
声 - 中村悠一
国防長官にして、ブラックナイツ団長たる近衛師団長。18歳。「力こそ正しさ」「世界を統べるのは力のある者だけ」を信念にしており、最強の戦士となるべく鍛錬に勤しんでいる。特に剣術の腕は団内でも随一で、手合わせで挑戦してきたシンを赤子同然にあしらう。自身が思う最強の戦士としてアスランを特別視し、彼を倒すことで最強の座を得ようとする。
月面上での「コンパス」との決戦では、ズゴックの外装を犠牲にシヴァの短針砲からストライクフリーダム弐式を守ったアスランのインフィニットジャスティス弐式と交戦。アコードのテレパシー能力で思考を読まれることを逆手に取ったアスランの策にはまり、裸で迫るカガリのイメージを見せつけられたり、キャバリアーアイフリッドを介したリモート通信でカガリにインフィニットジャスティス弐式の操縦を代行させるなどの奇策に翻弄される。ようやく反撃をしかけて勝利を確信するも、「強さは力じゃない、生きる意志だ」と叫んだアスランのインフィニットジャスティス弐式から頭部ビームホーンによる一撃を食らい、自身の敗北に驚愕しながら死亡する。

イングリット・トラドール
声 - 上坂すみれ
オルフェを行政面で補佐する国務秘書官。20歳。デスティニープランで定められた自身の役目に忠実であろうとするが、内心ではオルフェに対する報われない思いを寄せており、個人の願いを蔑ろにするというプランの限界をみずから体現する結果となっている。自身が欲しかったオルフェの愛を受けられるとしてラクスに嫉妬するが、キラへの愛を説くラクスに心動かされて彼女の拘束を解き、一瞬の隙を突かれてアルテミスからの逃亡を許す。最終決戦で敗北後は、撃破されたカルラのコックピット内でオルフェを抱きしめながら彼を諭し、ともに爆発に飲まれ死亡する。
リデラード・トラドール、ダニエル・ハルパー、リュー・シェンチャン、グリフィン・アルバレスト
声 - 福圓美里（リデラード）、松岡禎丞（ダニエル）、利根健太朗（リュー）、森崎ウィン（グリフィン）
ブラックナイトスコード ルドラを操る一般団員たち。リデラードは姉のイングリッドと対照的な好戦的かつ直感的な性格で、ダニエルは仮面姿の淡々とした性格、リューは慇懃無礼で冷酷な性格、グリフィンは高い精神干渉能力をもつ向こう見ずな性格。オルドアの戦いにおいて、キラへの精神干渉や自作自演工作によって「コンパス」を殲滅対象に仕立て、部隊を一度壊滅状態にまで追い込む。最終決戦では、シンが乗り換えたデスティニーSpec IIを旧式と侮るも返り討ちに遭い、全員がシンの本能と反射だけの戦法に圧倒され撃破される。

### 地球連合所属
フォスター
声 - 日野由利加
大西洋連邦大統領。『DESTINY』で死亡したコープランドの後任。ファウンデーション領内への核攻撃後、アークエンジェルとオーブに対して責任を追及する。
ミケール
ブルーコスモス残党を率いるユーラシア連邦軍大佐。敵に自軍の潜伏地を察知させないという理由で部下たちに特攻同然の作戦を指示し、無関係の避難民に爆発物入りリュックを背負わせて人間爆弾とするなどの非道を行っている。エルドア地区の戦いで部下たちとともに脱出を図るが、ブラックナイツの策略でユーラシア側から放たれた爆発に巻き込まれ死亡する。

## 登場兵器

### コンパスの兵器
配備されたMSの多くが『DESTINY』以前に登場する機体の改修機、およびそのデータを参考に新造された機体となっており、全天周モニター式コックピットをはじめとする共通規格のユニットやパーツが使用されている。
STTS-909 ライジングフリーダムガンダム、STTS-808 イモータルジャスティスガンダム
オーブやプラントの各企業が共同開発したフリーダムガンダム、ジャスティスガンダム系列の新型機。それぞれ共通構造のフレームを採用しており、「コンパス」の広い行動領域に対応するべく、オーブ主力機ムラサメの可変技術を流用したモビルアーマー (MA) 形態への変形機構を採用している。
ZGMF/A-262B ストライクフリーダムガンダム弐式、MDE262S プラウドディフェンダー
ストライクフリーダムの改修機と、その強化パーツとして開発された新型ウイング。2機が合体することにより、複座型の強化機であるZGMF/A-262PD-P マイティーストライクフリーダムガンダムとなる。
ZGMF/A-42S2 デスティニーガンダムSpec II
デスティニーの改修機。頭部にデュートリオンビーム送電システムを内蔵し、インパルスSpec IIへのエネルギー供給が可能。イモータルジャスティスを失ったシンが搭乗する。終盤のレクイエム破壊任務では、ムウのアカツキから託された追加武装「A-GXQ754/V2 ゼウスシルエット」を装備する。
ZGMF-56E インパルスガンダムSpec II
インパルスの改修機。本作でもフォース、ソード、ブラストの3種のシルエットを交換して運用されるが、最新型バッテリーの搭載によって装備ごとのVPS装甲色が変化している。ソードでは全身が赤色、ブラストでは緑、フォースでは従来通りだがやや色味が浅くなっている。決戦直前に自身のゲルググメナースをヒルダに譲ったルナマリアが搭乗する。
ZGMF-2025/F ゲルググメナース
ザフトが開発したザクウォーリアの後継機で、試験運用を兼ねて「コンパス」に配備されている。ザクのウィザードシステムと互換性のあるバックパック換装機構が採用されており、部品や製造工程の共通化によって低コスト化された新型バックパック「ボレロ」 を装着する。ボレロ（B.O.L.E.L.O.）とは「Battle Operation Launch and ExpLosive Ordnance」を意味し、空力重視の構造と多数の飛行用エンジンを採用した大気圏内用ユニットは「EQM-545 ボレロA（Air）」、推進剤タンクと強化冷却システムを装備した宇宙用ユニットは「EQM-525 ボレロS」と呼ばれる。またギャンストロームとの共通装備として、バルーン状に展開する大気圏突入ユニットを脚部に装着する。ルナマリア機はかつて搭乗したザクウォーリアと同じ赤、マーズとヘルベルトが搭乗する一般機は緑とブルーグレーに塗装されている。最終決戦時にはルナマリアがインパルスSpec IIに乗り換えたため、赤い機体にはヒルダが搭乗する。
武装は、一般機が装備する短射程の「MMI-M635D ビームライフル」、ルナマリア機専用の狙撃銃「MMI-M6336E 強化ビームライフル」、実弾式の「試製35式改レールガン」、柄の両端から刀身を発生するビームナギナタ「MAM-602 マグヌスグラディウス 特斬槍」、実体のフレーム内側にビーム防護膜を形成する「MMI-MD95/A レフルジェンス ビームシールド」。ボレロのエンジンブロック左右に選択装備される「M71 ペレグリヌス 6連装近距離誘導弾発射筒」と「MAM-G3L1 インフェルヌス 電磁砲」。
最終決戦におけるブラックナイトスコード各機のFT装甲対策として、ストライクフリーダム弐式をはじめとする各「コンパス」機も35式改レールガンを装備する。
ZGMF-2027/A ギャンシュトローム
ザフトが開発したグフイグナイテッドの後継機。量産性に難があったグフの欠点を改善する目的で、機体やボレロなどの部品をゲルググと兼用している。ゲルググと同じく「コンパス」の専用機であるが、将来的にはザフト正規軍での運用も想定されている。ヒルダ機は量産機と同じ青とオレンジで塗装されているほか、アグネス機は白と薄青をベースとしつつ、目元とシールドにルビーピンクのアクセントが施されている。
武装は、ゲルググと共通の各種携行火器やボレロ用装備、スラッシュウィザードに付属する「MA-MR ファルクスG7 ビームアックス」、左腰に懸架された「MA-GFD230 フェロセカーレ ビームサーベル」、外縁に8基のビームサーベル発生器と回転機構をもつ円盤状シールド「MMI-KX8E4 自航防盾」、胸部左右に内蔵されたビームガトリング「MMI-T818 トリデンティ 3銃身回転ビーム機銃」、グフから継承された袖口内蔵のヒートロッド「MA-M767E スレイヤーウィップ」。
本来はグフからの流用も含むイザーク用の機体ゆえにカラーリングも同様であるほか、デザイン当初は『機動戦士ガンダム』のギャンにならってランスをもたせていたが、ビームを撃てなくなるという理由からビームライフルに変更された。
STTS/F-400 ムラサメ改
形状や変形機構をアップデートしたムラサメの改良型。オーブ軍の主力機として配備されているほか、「コンパス」所属艦となったアークエンジェルの艦載機としてムウなどが搭乗する。
LHM-BB03S ミレニアム
キラたちヤマト隊の移動拠点である「コンパス」2番艦で、ザフト軍艦ミネルバの設計思想を受け継ぐスーパーミネルバ級MS惑星強襲揚陸艦。武装の多くもミネルバと同型かその改良型となっており、艦首の陽電子砲「タンホイザー」は4方向への拡散発射機能が追加され、主砲の「トリスタン」は艦橋前に背負い式に2基、艦橋後ろに1基の計3基を搭載する（前方の2基は片側集中砲撃が行え、後方へも対処が可能となった）。他に艦中央上部には格納式の大型レールガン「Mk.162 クルヴェナール」、艦首両横にスラスター内蔵の有線式移動砲塔「Mk.4 クワール機動連装砲」4基、各種ミサイル発射管やCIWSも多数装備している。さらに艦体下部のバルバス・バウには、赤熱させた状態で敵艦への突貫攻撃を行う衝角「ゴウテン」（轟天）を備えている。艦首の左右に配置された露天構造のカタパルトは、発進時に肋骨状のリニアレールが展開する方式となり、艦載機への発進前の充電方法も、従来のケーブル式ではなく足裏への無線式となっている。最終決戦では、アルバートが密かに追加したジェル状の「耐熱耐衝撃結晶装甲」が装備され、これを艦全体に纏うことで大艦隊の砲撃にも耐え抜く。決戦時には情報量を最大編に活用し指揮するため、上部甲板部のキャノピーに覆われた戦闘ブリッジに指揮官と操舵手の2人が上がり込み、戦闘艦橋から直接目視により指揮管制と操縦を行う。宇宙艦でありながら大気圏内や水中運用にも対応しており、タンホイザーのポジトロニックインターフェアランスを利用した大気圏突破も可能。
デザイン担当の山根公利によると、大河原が描いたMSたち同じく2006年ごろに描いたものを少し手直ししたうえで、ブリッジ（艦橋）内を中心とした美術設定を描いている。山根は「（2006年から）20年近く前なので細かく覚えていない」と前置きしつつ、監督の福田から「『ミネルバの流れでデザインしてくれ』という話ではあったと思います」と述べている。艦級についても「公開直前まではミネルバ級3番艦だったようです」と答え、バンダイナムコフィルムワークスの制作からも「3番艦でいいですか」と確認されたが、「もうミネルバの面影がないからミネルバ級と呼ぶのは抵抗がある」という理由で別の艦級案を複数提示した結果、「ミネルバを超える艦」という意味を込めた「スーパーミネルバ級」に決定した。ブリッジのデザインで福田が依頼した「円周状のシート配置のブリッジ」については「パースが取りづらくて描きづらいな」と思いつつ、「結果的にあまりガンダムシリーズの戦艦では見たことないような形になり、内装ともに新鋭艦の雰囲気が出たのではないか」と語っている。また、伸長式の艦首ラム「轟天」と左右後部の主翼は、福田のアイデアをもとに2006年当時から大きく変更され、主翼については「今までと変わらない単純な文法だからこそみんなやりたがらないので、あえて絶対に後ろに付けて欲しい」との発注によるものである。
LCAM-01XA アークエンジェル
地球連合製のアークエンジェル級強襲機動特装艦。連合を脱走後はオーブ所属となり、本作では「コンパス」の1番艦として、マリューたち連合軍時代からのクルーによって運用されている。ブラックナイトスコード ルドラの集中攻撃を受けて轟沈し、残骸も核ミサイルの爆発に巻き込まれて消滅する。

### ターミナルの兵器
ZGMF-X191M2 インフィニットジャスティスガンダム弐式、ZGMF-MM07 ズゴック
インフィニットジャスティスの改修機。前作のファトゥム-01に代わる新型リフター「フォランテス」を装着し、頭頂部のビームホーンを含めた各部に斬撃系武装を備えている。決戦直前までは仮初めの姿であるズゴックとして活動する。
AMGS-X18P キャバリアーアイフリッド
MSの移動・戦闘を支援するフライトシステム。MSの上体部分を覆うように合体するのが特徴で、合体状態のMSには「アメイジング」の名が付記される。複数のキャバリアー同士によるSPC（共時性パリティ通信）を利用することで、地球から月までに至るタイムラグなしの超長距離通信を実現しているほか、有効範囲内にいるMSの遠隔操作をも可能としている。また、ミラージュコロイドステルスも搭載する。内部には複数人が居住できるスペースが存在し、長期の作戦行動を行えるエネルギーも有している。武装は正面カメラ部両横の「AQM/W-2033D サヴィトリ 超高インパルス砲」2基、上部の「BFF-M1 76mm連装砲」1基、両側下部の「AIM-902 自律誘導中距離空対空ミサイル グランド」コンテナ2基（片側6発ずつ、計12発を搭載）。
メイリンが搭乗する「キャバリアーアイフリッド-0」はアスランのズゴックとキラたち「コンパス」部隊の支援任務に使用され、ミリアリア・ハウとサイ・アーガイル、ダリダ・ローラハ・チャンドラII世が搭乗する「キャバリアーアイフリッド-2」はカガリのストライクルージュと合体してオーブの司令所となる。さらには、キャバリア-2から月面に待機しているキャバリア-0を介し、カガリによるジャスティス弐式の遠隔操縦を支援する。
デザイン・設定のモチーフは、『機甲戦記ドラグナー』の主役機が装備する支援メカ。「ガンダムシリーズ」以外の作品をアイデアとした理由について、監督の福田は「比較的電子兵器が使えない戦闘が多い『ガンダムシリーズ』では該当するメカがないため」との旨を語っている。

### オーブ軍の兵器
ORB-01 アカツキ
オーブの理想・理念を具現化した黄金色のMS。ほかの機体のような改修は特に受けていない。損傷したムラサメ改に代わってムウが再度搭乗し、デスティニーSpec IIに先んじてゼウスシルエットを装備する。
MBF-02 ストライクルージュ
ストライクガンダムの予備パーツを組み上げて完成したカガリの専用機。決戦時はストライカーパックとキャバリアーアイフリッドを同時装着し、オーブ防衛戦に出撃する。
クサナギ
オーブ宇宙軍所属のイズモ級2番艦。本作ではアマギが艦長を務める。

### ザフトの兵器
ZGMF-1027M デュエルブリッツガンダム、ZGMF-103HD ライトニングバスターガンダム
『SEED』でイザークとディアッカがそれぞれ搭乗した前期GAT-Xシリーズの改修機。動力が核エンジンに換装され、コックピットはイザークたちが慣れているザクウォーリアのものが流用されている。
作中にこれら2機を登場させたのは制作担当である池谷浩臣の意向によるもので、自身のプラモ好きとしての観点から「古い機体の商品があると皆さん（ファン）は喜んでいただけるかな?」として福田を説得したことが語られている。
FFMH-Y101 エターナル
前大戦以前にラクスたちが運用したMS運用専用母艦。本作では再びザフト所属となり、イザークたちの母艦として活動する。劇中の字幕では、ターミナル所属と記載されている。
ローラシア級MS搭載艦、ナスカ級高速戦闘艦
ザフトの主力艦艇たち。どちらも『DESTINY』以前より改良されているほか、ファウンデーション側にも輸出されている。

### 地球連合軍の兵器
GFAS-X1 デストロイガンダム、GAT-01A1 105ダガー、GAT-04 ウィンダム
デストロイは強化人間のエクステンデッド用に開発された巨大可変MSで、105ダガーとウィンダムはそれぞれ連合軍主力機として開発された量産型MS。劇中ではブルーコスモス残党の戦力として各地の戦線に投入され圧倒的な破壊力を見せるが、キラたち「コンパス」部隊の活躍によって鎮圧される。
ドレイク級宇宙護衛艦、ネルソン級宇宙戦艦、アガメムノン級宇宙母艦
連合軍の主力艦艇たち。ザフト側の艦と同じく各部が改良されている。

### ファウンデーション軍の兵器
ブラックナイトスコード
ザフトの技術をもとに、ブラックナイツ団員たち自身が開発した専用機。頭部にミサイル誘導用のレーザーサイトと赤いスリット状のモノアイ、外装に対ビーム用のFT装甲、バックパックにマントや翼状の浮揚ビーム力場を形成する擬似半重力機関「レヴィテーター」を備え、「コンパス」やザフト・連合両勢力のMSをしのぐ先進性をもつ。基本的武装はビームライフル、ビームソード、シールドと火力は決して高くないものの、これは無人機の支援を想定していることと、それのみですべてを解決できるというブラックナイツの自信の表れでもある。
監督の福田己津央によると、機体のデザインイメージは『指輪物語』冒頭に登場する鉄仮面の暗黒騎士たちで、この理由からデザインにもファンタジー要素が強く入っているという。「当初の予定ではパイロット個人ごとにバリエーション機を作るつもりだったが、それら全部を統合しつつカルラを加えた3種にした」と述べている。また、ビームマントの設定はゲーム「ウマ娘シリーズ」に登場するトウカイテイオーをイメージしている。メカニカルアニメーションディレクターの重田智は、「ブラックナイトスコード系はこれまでの『SEEDシリーズ』にはない第三勢力らしいラインを出す」という福田からの要望を叶えるのに苦労したとし、結果として「顔を真っ黒に塗りつぶした素抜けのように実体のないイメージ」でモデリングしたと語っている。
NOG-M1A1 ブラックナイトスコード シヴァ
シュラが搭乗する一騎打ち用の格闘機。正式名の「Shi-ve.A」を略した「ベア」の通称で呼ばれる。
武装は、ジャマダハル状の片手持ち式ヒート剣「VIG-E3M 近接対装甲刀 ディス・パテール」、片側のクローを赤熱化して射出可能な盾「OTS-E3/M ロック・シールド スヴァローグ」、2基を連結しての使用も可能な両腰の「OWC-M5A2 ビームサーベル」計3基、PS装甲をも無効化する胸部の多連装式実体ニードルガン「VIG-M70C 近接短針投射システム」、両つま先から発生する「OWC-2800F ビームソード」。
NOG-M4F1、NOG-M4F2、NOG-M4F3、NOG-M4F4 ブラックナイトスコード ルドラ
リデラードたち一般団員が搭乗する主力機。シヴァと比較してオーソドックスな仕様で、火力支援機として無人機のジン-Rやディン-Rを随伴させる。正式名の「Rud-ro.A」を略した「Roa」（ロア）の通称でも呼ばれるほか、機体ごとの差し色に合わせた個別のコードネームを持ち、オレンジのリデラード機 (F1)は「ガーネット」、緑のグリフィン機 (F2)は「エメラルド」、ピンクのリュー機 (F3)は「スピネル」、青のダニエル機 (F4)は「サファイア」と呼ばれる。
武装は携行式の「OWC-M1R1/F 高エネルギービームライフル」、背部左側に懸架された大型ビームソード「OWC-QZ200 対モビルスーツ重斬刀」、左腕の「OTS-M26 シールド」。
NOG-M2D1/E ブラックナイトスコード カルラ
オルフェとイングリットが搭乗する複座機で、優れた機動性と運動性をもつブラックナイトスコード最強の機体。正式名称を略して「レア 」(re.A) とも呼ばれる。この機体のみ、ブラックの名に反した白地と金縁の機体色となっている。機体そのものは運動性と電子戦能力に特化しているため、実戦では後席のイングリットが機体の火器管制や支援機であるジグラート3機の操作を行う。
武装は、ルドラと共通のビームライフル、両腰のビームソード「OWC-QZ18 対モビルスーツ強化刀」、両手甲に装備された爪「OWC-M17 ロック・クロウ モルスス・モルティス」と「OTS-303 ビームシールド アムルタート」、胸部の開閉式カバー内にある「OWC-Z199 超高インパルス砲 アドゥロ・オンジ」、ビーム砲と一対の斬撃用ビームカッターが装備されたドラグーン端末「OTOS-815/J サハスラブジャ」8基。機体背部に設置されたドラグーンの接続部には、8枚の翼状に力場を発生するレヴィテーターが内蔵されている。
3DCG制作デスクの藤田進夢はカルラのCGモデル制作時の秘話として、「重田（重田智）さんと僕たちの勝手な想像で、やっぱりカルラって武装がとにかくストフリ（ストライクフリーダム）に似てるんです。なので、ストフリのフレームになるはずだったものが使われてるみたいな風に考えてけば、おのずとこうなってっかなみたいな感じでやってたんです」と述べている。
AMO-01 / AMO-02 / AMO-03 ジグラート
カルラの後部管制席から遠隔操作される3基の自律機動兵装。全長130メートルを超える大型機で、それぞれ「A（オードリー）」、「B（ブリジット）」、「C（クラウディア）」のコールサインが名付けられている。正面中央部の「OWC-Z454S 超高インパルス砲 ザナハリィ」を主砲とし、他にも多数の「空対艦ミサイル ハルワタートVLS」による小型戦艦級の火力を有し、曲射ビームの軌道変更や誘導弾の使用によって、物陰から敵を狙撃することが可能となっている。実戦ではメサイア残骸の背後に隠れて攻撃を回避しつつ、カルラへの火力支援を行う。なお、カルラを上部に乗せて移動する描写もあった。
ZGMF-1018F ジン-F、ZGMF-1017Q ジン-R、AMF-102F ディン-F、AMF-101Q/4 ディン-R
それぞれザフトから安価で購入した機体をファウンデーション軍仕様に改修したもの。名前の末尾にあるFとRはそれぞれ「ファンデーション」と「リモート」を意味し、F型は一般兵士用の有人機、R型はルドラ各機からの遠隔操作を目的に頭部やコックピット周囲を改修した無人機となっている。
BCI-183 グルヴェイグ
アウラやオルフェたちが座乗するヴァナヘイム級惑星間航宙戦艦で、ファウンデーションの総旗艦。全長約850メートルの大型艦。王宮のような艦橋内部と船体左右から前方へと伸びる電磁カタパルトが特徴。武装は船体中央部に12連装の「L5400-D 陽電子砲アレイ ジャガンナータ」を搭載し、カタパルトや後部に大口径の「750cm高エネルギービーム砲」を5基、他に多数のミサイル発射システムや近接対空防御火器を備える。
バルドル級惑星間航宙戦艦
主力宇宙戦艦。全長約300メートル。船体周囲にMS格納庫や兵装庫を分割配置した構造を採用しており、中央部が被弾した場合でも人的損害を最小限に抑えるようになっている。艦中央正面の「L552E3 三連装陽電子砲チャンドラハース」を主砲とし、「197cm高エネルギービーム砲」や多数のミサイル発射システム、近接対空防御火器で武装している。
レクイエム
月面の元地球連合軍基地ダイダロスに建設された軌道間全方位戦略砲。『DESTINY』での終戦後は地下の反応炉を残して解体されたはずだったが、実際はジャガンナートの指示で極秘に修復されており、ザフト反乱軍と共謀して施設を占拠したファウンデーションが各国にデスティニープラン導入を承諾させるための脅迫手段として利用される。

## スタッフ
- 原作 - 矢立肇、富野由悠季
- キャラクターデザイン - 平井久司
- メカニカルデザイン - 大河原邦男、山根公利、宮武一貴、阿久津潤一、新谷学、禅芝、射尾卓弥、大河広行
- 脚本 - 両澤千晶、後藤リウ、福田己津央
- 絵コンテ - 福田己津央、西森章、渡部周、麻宮騎亜、寺岡巌
- メカニカルアニメーションディレクター - 重田智
- 演出 - 福田己津央、三宅和男、鎌倉由実、渡部周、羽原信義、霜鳥孝介
- 設定考証 - 森田繁（スタジオぬえ）、吉野弘幸
- 色彩設計 - 長尾朱美
- 美術監督 - 池田繁美、丸山由紀子
- 撮影監督 - 葛山剛士、豊岡茂紀
- CGアニメーション メインディレクター - 佐藤光裕
- CGモデリング メインディレクター - 櫛田健介
- CGモデリング テクニカルアドバイザー - 藤江智洋
- オフライン編集 - 野尻由紀子
- 音響監督 - 藤野貞義
- 音楽 - 佐橋俊彦
- 配給 - バンダイナムコフィルムワークス、松竹
- 製作 - バンダイナムコフィルムワークス、浅沼誠
- エグゼクティブプロデューサー - 小形尚弘
- 企画プロデューサー - 志田香織
- 制作担当 - 池谷浩臣
- プロデューサー - 仲寿和
- 監督 - 福田己津央
- 企画・制作 - サンライズ

## 主題歌
「FREEDOM」
西川貴教 with t.komuro（小室哲哉）によるテーマソング。
「去り際のロマンティクス」
See-Sawによるエンディングテーマ。作詞は石川智晶、作曲・編曲は梶浦由記。
「望郷」
中島美嘉による挿入歌。作詞・作曲・編曲は小室哲哉。
ほかにも、T.M.Revolutionによるテレビシリーズ挿入歌の『Meteor -ミーティア-』も使用された。
「Reborn」
玉置成実によるオフィシャルサポーターソング。作詞はshungo.、作曲・編曲は渡辺徹 (Blue Bird's Nest)。劇中では未使用。

## 入場者特典
後藤リウによる描き下ろし短編小説
入場者特典第1弾①。1月26日から2月1日まで配布（下記第1弾②も同様）。アスランとカガリの束の間の休息のエピソードを描いた『二人の逃避行』およびアグネス、シン、ルナマリア、レイたちの士官学校時代のエピソードを描いた『月光のワルキューレ』の全2種ランダム配布。
『機動戦士ガンダム アーセナルベース』プロモーションカード
入場者特典第1弾②。『PR-174 ライジングフリーダムガンダム』と『PR-175 イモータルジャスティスガンダム』の全2種ランダム配布。
『機動戦士ガンダムSEED FREEDOM』ミニ設定冊子
入場者特典第2弾。2月2日から2月8日まで配布。本作登場のキャラとメカ設定を一部抜粋したミニ設定冊子。
コマフィルムvol.1
入場者特典第3弾。2月9日から2月15日まで配布（下記3形態上映特典も同様）。配布期間中の通常上映でのみ配布。絵柄はランダム配布。
コマフィルムvol.2
配布期間中の4DX・MX4D・Dolby Cinemaの3形態上映でのみ配布。vol.1と使用カットが異なる。絵柄はランダム配布。
キャラ&メカスタンド
入場者特典第4弾。2月16日から2月22日まで配布。『キラ・ヤマト&ライジングフリーダムガンダム』、『シン・アスカ&イモータルジャスティスガンダム』、『アスラン・ザラ&ズゴック』の全3種ランダム配布。
原画イラストカード
入場者特典第5弾。2月23日から2月29日まで配布。キャラクターデザイン・平井久司による原画イラストカード。
たねきゃらステッカー
入場者特典第6弾。3月1日から3月7日まで配布。As'まりあによる描き下ろしイラスト「たねきゃら」ステッカー。
特製ボールペン
入場者特典第7弾。3月8日から3月14日まで配布。コンパスやファウンデーション王国など各組織のエンブレムをデザインした特製ボールペン。
原画缶バッチ
入場者特典第8弾。3月15日から3月21日まで配布。平井久司による原画イラストを使用した缶バッチ。『キラ・ヤマト』、『アスラン・ザラ』、『ラクス・クライン』、『カガリ・ユラ・アスハ』の全4種ランダム配布。
キャラクターIDカード
入場者特典第9弾。3月22日から3月28日まで配布。『キラ・ヤマト』、『ラクス・クライン』、『シン・アスカ』、『アスラン・ザラ』、『カガリ・ユラ・アスハ』の全5種ランダム配布。
平井久司描き下ろしスペシャルイラストカード・後藤リウによる描き下ろし短編小説『二人の逃避行』
入場者特典第10弾。3月29日から4月4日まで配布。平井久司による描き下ろしスペシャルイラストカードおよび再配布となる入場者特典第1弾①の短編小説『二人の逃避行』のセット。
原画イラストカードvol.2・後藤リウによる描き下ろし短編小説『月光のワルキューレ』
入場者特典第11弾。4月5日から4月11日まで配布。ラクスの原画を使用したイラストカードおよび再配布となる入場者特典第1弾①の短編小説『月光のワルキューレ』のセット。
コマフィルムvol.3
入場者特典第12弾。4月12日から4月18日まで配布。絵柄はランダム配布。
コマフィルムvol.1〜3（復刻ver.）
入場者特典第13弾。4月19日から4月25日まで配布。入場者特典第3弾のコマフィルムvol.1、4DX・MX4D・Dolby Cinemaの3形態上映で配布されたvol.2、第12弾のvol.3より厳選したコマフィルムを”復刻版”として再配布。絵柄はランダム配布。
セカンドキービジュアルイラストカード
入場者特典第14弾。4月26日から5月2日まで配布。本作登場のMSが描かれているセカンドキービジュアルを使用したビジュアルイラストカード。
47都道府県ご当地ビジュアルポストカード
入場者特典第15弾。5月3日から5月9日まで配布。「『機動戦士ガンダムSEED FREEDOM』公開記念！日本全国『SEED FREEDOM』行きます！」企画で公開された”47都道府県ご当地ビジュアル”を使用したビジュアルカード。全47種ランダム配布。
特製フォトカードセット
入場者特典第16弾。5月10日から5月16日まで配布。作中に登場するキラのデスクに飾られていた写真を使用した特製フォトカードセット。3枚セットで配布。
アフターカットポストカード
入場者特典第17弾。5月17日から5月23日まで配布。表面に福田己津央監督によるコンテを元に描かれたイラスト、裏面にそれぞれのショートストーリーを掲載したアフターカットポストカード。全3種ランダム配布。
スペシャルメッセージカード
5月18日に開催された『フィナーレ舞台挨拶』および『キラ&カガリ生誕記念舞台挨拶』の本会場・ライブビューイング会場入場者にのみ配布。福田己津央監督によるメッセージが入ったスペシャルメッセージカード。
オリジナルミニクリアファイル
特別版上映限定入場者特典第1弾。9月20日から10月3日まで配布。アップデートカットの原画を使用したA5サイズのオリジナルミニクリアファイル。
『機動戦士ガンダムSEED FREEDOM』興収50億円&動員300万人突破記念イラストシート
特別版上映限定入場者特典第2弾①。11月1日から11月7日まで配布。興収50億円&動員300万人突破記念イラストを使用したA5サイズのイラストシート。
平井久司描き下ろし ミニ色紙風イラストカード
特別版上映限定入場者特典第2弾②。11月8日より配布。キャラクターデザイン・平井久司によるミニ色紙風イラストカード。
特製バースデーカード
2025年1月26日に開催された『公開1周年 アニバーサリーイベント』の本会場・ライブビューイング会場入場者にのみ配布。As'まりあによる描き下ろしイラストと福田己津央監督によるメッセージが入った特製バースデーカード。

## 関連商品

### Blu-ray・DVD
2024年12月25日に、Blu-ray・4K UHD-BD・DVD版を発売。なお、Mighty Edition・特装限定版に収録される特典には新規書き下ろし小説のドラマCD「ノイマンの航海日誌」が収録されるなど、映像特典は318分以上となる。

### 書籍
- 『小説 機動戦士ガンダムSEED FREEDOM（上）』 KADOKAWA、著：後藤リウ / 原作：矢立肇・富野由悠季 / イラスト：小笠原智史、2024年1月30日発売。 ISBN 978-4-04-114567-8
- 『小説 機動戦士ガンダムSEED FREEDOM（下）』 KADOKAWA、著：後藤リウ / 原作：矢立肇・富野由悠季 / イラスト：小笠原智史、2024年3月26日発売。 ISBN 978-4-04-114805-1
- 『MOVIE WALKER ムック 機動戦士ガンダムSEED FREEDOM Special Edition 運命に抗う意志』 KADOKAWA、2024年1月29日発売。 ISBN 978-4-04-000661-1
- 『機動戦士ガンダムSEED FREEDOM ハロライトBOOK』 宝島社、2024年3月1日発売。 ISBN 978-4-29-905116-5
- 『機動戦士ガンダムSEED FREEDOM ハロライトBOOK 弐式』 宝島社、2024年7月19日発売。 ISBN 978-4-299-05637-5
- 『機動戦士ガンダムSEED FREEDOM キャラクターアーカイブ』 一迅社、2024年3月18日発売。 ISBN 978-4-75-801868-5
- 『機動戦士ガンダムSEED FREEDOM アニメーションガイド Sword of COMPASS』 KADOKAWA、2024年12月25日発売。 ISBN 978-4-04-115790-9
- 『機動戦士ガンダムSEED FREEDOM メカニック&ワールド』 双葉社、2025年2月13日発売。 ISBN 978-4-57-546559-4

## コラボレーション
第51回モーターサイクルショー（大阪、東京、名古屋会場）
Hondaブース内で、作中のキラとラクスが運転するバイクの「Gold Wing Tour」と「HAWK 11」が展示。4輪の自動車ではなくバイクを二人の乗り物に選んだ理由について、監督の福田は「クルマは一軸的というか平面的な動きに感じますが、バイクはロール方向の動きもあるから、より解き放たれたフィーリングがある。キラとラクス、2人が渇望する自由を象徴する意味で、バイクはふさわしい乗り物だと思っています」とインタビューで述べている。
ALPHA INDUSTRIES
コラボしたフライトジャケット「LIGHT MA-1 NATUS」が登場した。